# Daksha

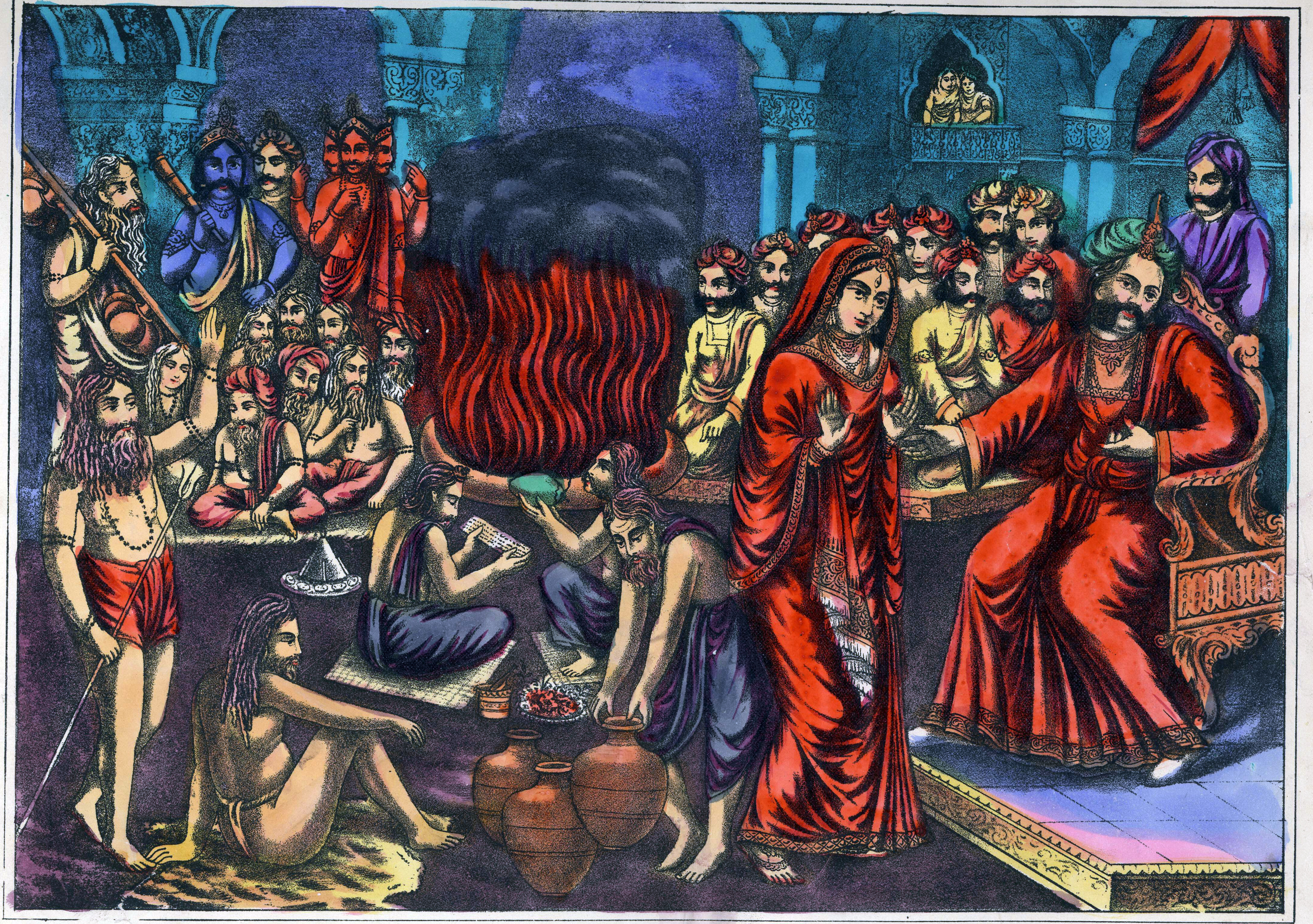
Sati steht vor dem Thron ihres Vaters Daksha

Daksha (Sanskrit दक्ष Dakṣa der Fähige, der Geschickte, m.) ist eine Göttergestalt der hinduistischen Mythologie, die jedoch für das Glaubensleben keine Rolle spielt. In der Mythologie kommt er als ziegenköpfiger Sohn des Brahma vor und er ist der Vater der Sati, der Vinata, der Aditi, der Diti und der Kadru. Er ist der Schwiegervater des Shiva und des Soma. Daksha gilt heute als Maharishi und war insbesondere in vorvedischer Zeit als Schöpfergott, Gott des Viehs und Aditya von Bedeutung. Teilweise gilt er auch als Sohn der Aditi.

## Mythos
Als Daksha eines Tages alle Götter zu einem Opfer lädt, erscheinen alle außer der Gott Shiva, der mal wieder auf dem Berg Kailash meditiert. Empört über sein Verhalten, schließt er ihn daraufhin vom Opfer aus. Seine Tochter Sati, Shivas erste Gemahlin, beschwert sich daraufhin bei ihrem Vater für seine Respektlosigkeit ihrem Gemahl gegenüber. Da Daksha weder seine Tochter noch seinen Schwiegersohn beachtet, verbrennt Sati sich aus Scham und um die Ehre ihres Mannes Shiva wiederherzustellen (mit ihrem energetischen dritten Auge) von innen. Damit gilt sie als Vorbild der Witwenverbrennung, die nach ihr benannt ist. Shiva hört von dem Vorfall und erzürnt über Daksha. Daraufhin schafft er aus seinem energetischen dritten Auge Virabhadra, den er anweist Dakshas Opfer mit Pfeil und Bogen zu zerstören und den Gott zu enthaupten. Da jedoch die Rishi bei Shiva um Verzeihung bitten, ist der Gott nicht länger zornig, stellt das Opfer wieder her und erweckt seinen Schwiegervater wieder zum Leben. Da er den Kopf nicht mehr finden kann, ersetzt er ihn durch den einer Ziege.
Ein anderer berühmter Mythos über Daksha erzählt, dass seine 27 Töchter den Mondgott Soma ehelichen. Soma liebt aber die Rohini mehr als Dakshas andere Töchter und bevorzugt sie. So beschweren sich Dakshas übrige Töchter bei ihrem Vater über das Verhalten ihres Ehemannes. Daksha erzürnt daraufhin und spricht einen Fluch über Soma aus, so dass er völlig abmagert. Auf Bitten seiner Töchter hin, wandelt Daksha den Fluch jedoch in ein periodisches Auszehren des Mondes um, da er den Fluch nicht ganz zurücknehmen kann. Dieser populäre Mythos soll eine Erklärung für die verschiedenen Mondphasen liefern.

## Nachweise
1. ↑  Gerhard J. Bellinger: Daksha. In: Ders.: Knaurs Lexikon der Mythologie. 2012.
2. ↑  Rachel Storm: Daksha. In: Dies.: Enzyklopädie der östlichen Mythologie. 2000.